# Caspar de Gelmini

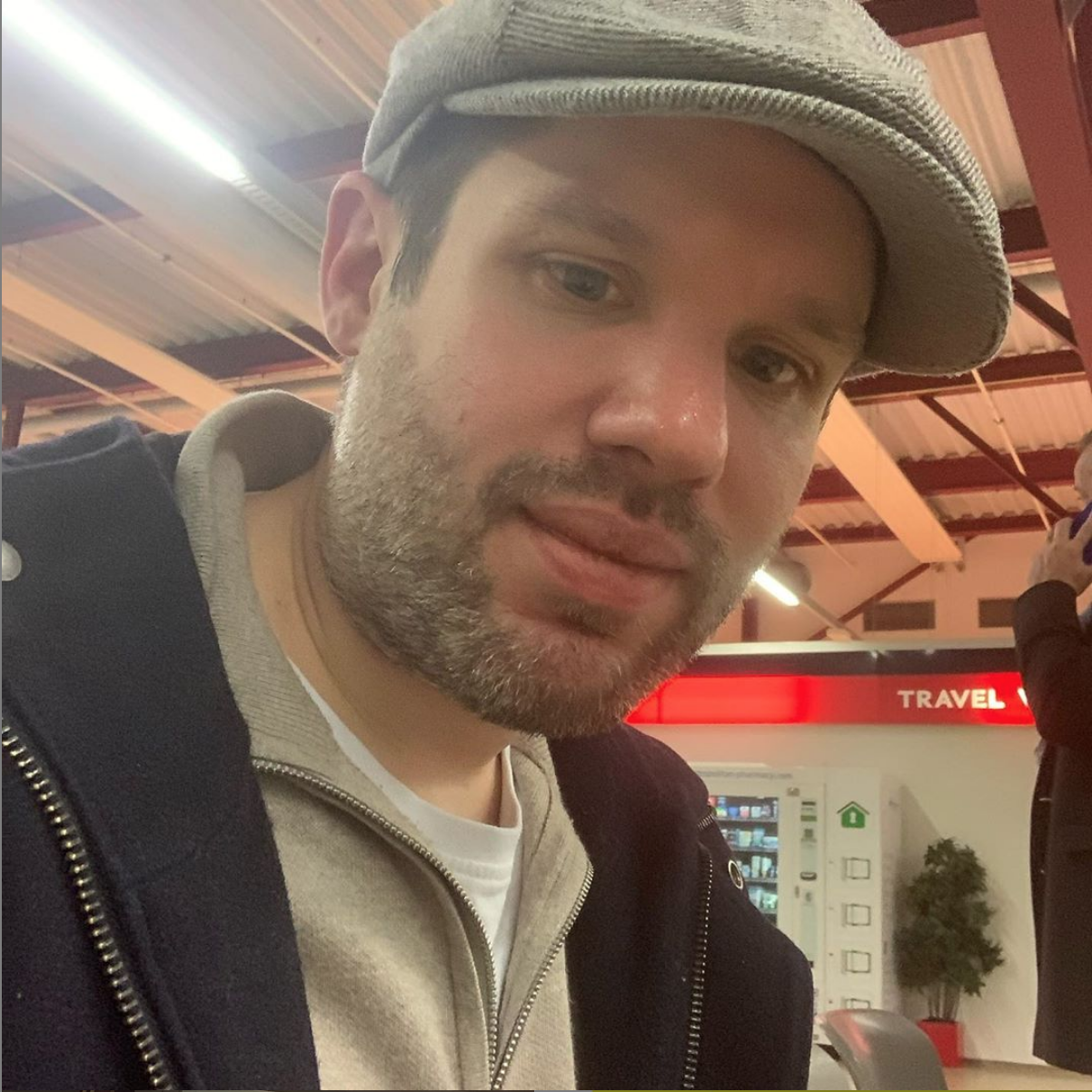
Caspar de Gelmini (2020)

Caspar de Gelmini (* 1980 in Berlin) ist ein deutsch-italienischer Komponist, Videokünstler und Musikforscher.

## Leben
Gelmini war Schüler im Fach Komposition an der Musikschule Kreuzberg (jetzt Friedrichshain-Kreuzberg) und Praktikant an der Deutschen Oper Berlin. Er studierte im Anschluss Komposition und Theorie an den Musikhochschulen in Rostock (Hochschule für Musik und Theater Rostock), Weimar (Hochschule für Musik Franz Liszt Weimar), Stockholm (Königliche Musikhochschule Stockholm), Basel (Musikakademie Basel), Salzburg (Mozarteum), Stuttgart (Hochschule für Musik und Darstellende Kunst Stuttgart) und Paris (IRCAM) und (Pariser Konservatorium). Seit 2017 promoviert er an der Universität der Künste Berlin und studiert Freie Kunst in der Filmklasse Braunschweig der Hochschule für Bildenden Künste Braunschweig (Hochschule für Bildende Künste Braunschweig) (Diplom 2022). Seine Lehrer sind und waren: Helmut Zapf, Peter Manfred Wolf, Michael Obst, Annette Schlünz, Pär Lindgren, Georg Friedrich Haas, Michel Roth, Tristan Murail, Marco Stroppa, Frédéric Durieux und Hèctor Parra. Er besuchte Kompositionskurse in Darmstadt (Ferienkurse), Donaueschingen (Next Generation), Graz (Impuls), Paris (IRCAM) und Straßburg (Musica) bei Helmut Lachenmann, Mauricio Kagel, Dieter Schnebel, Philippe Manoury und anderen. Seit 2010 erarbeitet er konzertante Hörspiele mit dem Autor Jan Decker: Japanische Miniaturen (2012) und Leipzig Noir 1914 (2014).
Gelmini erhielt Preise bei den Kompositionswettbewerben der Weimarer Frühjahrstage für zeitgenössische Musik (Kammermusik, 2007), der Musica Viva (München) für Orchestermusik (2008 und 2010) sowie beim Reading Panel des IRCAM/Centre Pompidou Paris (Manifeste 2012, Cursus 2014, Forum Event 2020). Dort arbeitete er mit Lucas Vis und Lothar Zagrosek. Er war Stipendiat der Oscar und Vera Ritter Stiftung, des Deutschen Akademischen Austauschdienstes und der Studienstiftung des deutschen Volkes. Caspar de Gelmini hat Kompositionen für verschiedene Instrumente und Besetzungen geschrieben. Porträts und Werksendungen waren u. a. in Alex Berlin, ARD Alpha, Deutschlandfunk, Deutschlandradio Kultur, Bayern Klassik, MDR Figaro, Radio Ö1, Saarländischer Rundfunk und SWR zu hören. Er bekam ein Stipendium der Roger-Willemsen-Stiftung in Hamburg für einen Aufenthalt im Mare-Künstlerhaus. Seit 2019 liegt sein künstlerischer Fokus im Bereich Videokunst. Seine Video-Werke wurden u. a. in Europa, den USA, Canada, Brasilien, Japan und Südamerika gezeigt und prämiert. Er unterrichtete Musik, Kunst und Medienpädagogik am Hermann Ehlers Gymnasium Berlin, an der Kopernikus Oberschule Berlin, an der Carlo Schmid Oberschule Berlin, an der Gail S. Halvorsen Schule, an der Schule am Königstor und an der Universität der Künste Berlin. 

## Werke und Aufführungen (Auswahl)
- Cargo (2008) für Ensemble – UA Staatskapelle Halle unter der Leitung von Hans Rotman für das Festival Impuls 2009, Neues Theater Halle
- Farben (2007) für Orchester mit vier Sprechern – UA Symphonieorchester des Bayerischen Rundfunks unter der Leitung von Lothar Zagrosek mit dem Ensemble „Die Maulwerker“ 2008 – Residenz, München
- Nightline (2009/22) für Orchester – UA Symphonieorchester des Bayerischen Rundfunks unter der Leitung von Lucas Vis, UA 2011, Residenz München; Version für Video (2022)[4]
- Mosaik (2010) für Violine, Percussion und Klavier UA 2010 Clermont-Ferrand (Frankreich), Festival Musique démesurées
- Kaktus (2006) für Gitarre, Akkordeon und Cello – Klangwerkstatt Weimar zu den Weimarer Frühjahrstagen 2007, Neue Weimarhalle
- Hachiko (2010) für Ensemble mit Video und Elektronik nach einem Hörspiel von Jan Decker
- Limes (2011) für Ensemble, Musica Vitae, Växjö, Schweden
- Holz (2011) für Ensemble, Work in Progress Berlin, Gerhardt Müller-Goldboom, Forum Zeitgenössische Musik Leipzig
- Slow Motion (2011) für Kontrabaß, Randfestspiele Zepernick; Matthias Bauer
- Miroir (2011) für kleines Orchester mit Elektronik, Auftragswerk für Festival Impuls
- Une trace dans le Ciel (2011) für kleines Ensemble
- Japanische Miniaturen (2012) für kleines Ensemble nach einem Text von Jan Decker, Auftrag von Konzerthaus Berlin und Work in Progress unter der Leitung von Gerhardt Müller-Goldboom
- Ys (2012) für Ensemble, Ensemble Intercontemporain, Ltg: Pascal Rophe, Manifeste Paris 2012
- Alpha Centauri (2013) für großes Orchester
- Players Paradise (2013) für Bläserensemble und Percussion, Festival Impuls Sachsen-Anhalt, Ltg: Nurhan Arman[5]
- Paysage Urbain (2014) für Streichtrio und Klavier, Ensemble Recherche, Stuttgart
- Leipzig Noir 1914 (2014–2015) für Ensemble, Sprecher und Elektronik, Forum Zeitgenössische Musik, Leipzig, Ltg. Gerhardt Müller-Goldboom, nach einem Text von Jan Decker; Coda für Flöte und Elektronik, Rafal Zolkos, IRCAM Paris[6][7]
- Match (2015-) Zyklus, Nr. 1 für Percussion, Klavier und 17 Streicher, Stuttgarter Kammerorchester; Nr. 2 (2016) für zwei Percussion und zwei Klaviere, Festival Musica Strasbourg;[8] Nr. 3 für Ensemble mit Video und Elektronik (2018)
- Objects and Cells (2015-), Zyklus für Soloinstrumente, Nr. 1 für Alt-Saxophon (Version mit Video, Forum Event, IRCAM Paris), Nr. 2 für Flöte, Rafal Zolkos, Nr. 3 für Geige, Elektronik und Video für tiefschoen2, Udk2030 und Digital Art Festival Sofia[9], Nr. 4 für Disklavier, Elektronik und Video, für die Veranstaltung Udk2030[10], Nr. 5 für Trompete und Elektronik, Nr. 6 für Marimba (Randspiele Zepernick), Nr. 7 für Harfe
- Life in the future (2020), Video für Kino-Club Helsinki, Finnland[11]
- Leipzig Noir (2020), Video, Hbk Braunschweig[12]
- Etüde 1 (2021) für Ensemble
- Shibuya, ein Traum (2021) für Video, Jan Decker: Text, Ensemble für Neue Musik Tallinn
- Federn (2022) für Video, Hbk Braunschweig
- Greenhouse Studies (2023) für Video, Filmfest Braunschweig, Shorts Filmfestival Offenburg
- Notes on a line (2023), Video
- Remix (2023), Video
- Pixels, Fractals, Volcanoes, Mikrokosmos - Makrokosmos (2023 - 24), Vier-Kanal Videoinstallation, Cornell University, Video Art Festival, Ithaca, USA
- Once upon a time in X (2024), Video/Film, Tabor Film Festival, Kroatien
- Die Kunst ist der nächste Nachbar der Wildnis (2025), Film/Video, File Festival Brasilien